# Rimordbog
Rimordbog er en ordbog ordnet efter enderim.
Rimordbogen kan benyttes til udfærdigelsen af digte der skal rime.
Den er sædvanligvis ordnet alfabetisk, - ikke efter første bogstav i ordet, men efter bogstaverne i endestavelserne.
Et eksempel på en dansk rimordbog er Georg Ronas Politikens Rimordbog, hvis anden udgave kom i 1988.
En tidligere dansk rimordbog er Alex Sørensens Dansk Rim-Ordbog fra omkring 1900.
Denne udgave har været genoptrykt i 1977 af G.E.C. Gad.